# Grafo nulo
En teoría de grafos, el grafo nulo es un grafo trivial que no tiene vértices ni aristas. En teoría de categorías, el grafo nulo es el objeto inicial de la categoría de los grafos.
Ya que no posee vértices entonces tampoco tiene componentes conexos. Por ello, aunque el grafo nulo es un bosque (un grafo sin bucles), no es un árbol, ya que estos últimos sí poseen un componente conexo.
Hay quienes exigen que los vértices de un grafo sean un conjunto no vacío.  Es una condición que puede o no pedirse, pero algunos resultados pueden verse modificados.
El grafo nulo es un caso particular de grafo vacío, para los cuales sólo es requisito que el conjunto de aristas sea vacío.